# Cosimo Migliorati

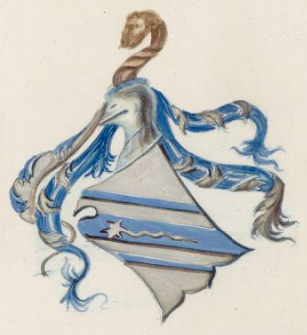
Stemma della famiglia Migliorati.

Cosimo Migliorati (Fermo, 11 novembre 1426 – ...) è stato un letterato italiano e pronipote di papa Innocenzo VII.

## Biografia
Figlio di Lodovico Migliorati (1370 c.-1428), signore di Fermo e di Taddea Malatesta dei signori di Pesaro, frequentò a Mantova Ca' Zoiosa dell'umanista Vittorino da Feltre.
Dotato di grande ingegno, preferì diventare uomo d'armi per riconquistare la città perduta di Fermo e si pose al servizio di Niccolò Piccinino.